# Херцеговина у Народноослободилачкој борби
НОБ у Херцеговини почела је већ 4. јуна 1941, спонтано, као отпор српског народа Херцеговине усташким погромима. Организованија борба, под вођством КПЈ, започела је 22. августа 1941. и одржала се, са краћим прекидима услед непријатељских офанзива и јачања четничког покрета (највише у другој половини 1942), до краја рата. Источна Херцеговина ослобођена је почетком октобра 1944, а западни део са Мостаром у фебруару 1945.

## Италијанска окупација и НДХ
После капитулације југословенске војске 18. априла 1941. Херцеговину су окупирале италијанске, а мањим делом и немачке трупе. Како је ова област улазила у италијанско окупационо подручје, Немци су брзо напустили Херцеговину, обезбедивши за себе експлоатацију бокситних рудника око Мостара и Широког Бријега. После римских споразума 18. маја 1941. између усташке и италијанске владе, Херцеговина је ушла у састав НДХ. Уз помоћ окупатора, оружаних формација Хрватске сељачке странке (Сељачка заштита) и највећег дела католичког клера, усташе су успоставиле своју власт у Херцеговини. До краја маја 1941. су у великом делу Херцеговине формиране усташке јединице, успостављене жандармеријске станице (осим дела источне Херцеговине који је до рата припадао Зетској бановини, а италијански окупатор је намеравао да га прикључи пројектованој Независној држави Црној Гори), и Штаб Јадранског дивизијског подручја у Мостару са 13. и 14. пјешачком пуковнијом. Крајем маја, иако процес успостављања усташке власти није био завршен, италијанске трупе су напустиле Херцеговину, оставивши по један пук у Мостару и Требињу. Херцеговина је подељена у две велике жупе: Хум и Дубрава са седиштима у Мостару и Дубровнику.

## Устанак у 1941.

### Јунски устанак
Од почетка окупације, усташе су усмериле тежиште своје активности на заоштравање односа између Хрвата и Муслимана са једне, и Срба са друге стране. У томе им је ишло на руку тешко наслеђе прошлости. Српска буржоазија и националне странке, реакционарно вођство Хрватске сељачке странке, католички клер и муслимански реакционарни политичари још више су продубили раније створене верске и националне супротности, олакшавши окупаторима и усташама да већ првих дана окупације распале до великих размера шовинистичке страсти и да за своју злочиначку политику придобоју знатан део хрватског становништва, а негде и Муслимане.
Већ крајем маја 1941. усташе су почеле са покољима Срба нарочито у источној Херцеговини, у невесињском, столачком, гатачком и љубинском срезу. Почетком јуна 1941. српски народ у тим крајевима почео је да пружа оружани отпор усташама. Већ 3. јуна дошло је до сукоба са усташама у селу Дрежњу код Невесиња, а ускоро су заузете жандармеријске станице у Јасенику, Степену, Казанцима, Врби и другим селима. Вести о злочинима и о првим успешним борбама с усташама, брзо су се рашириле и подстакле српски народ да се дигне на оружје. Пошто је 22. јуна Немачка напала СССР, под великим утицајем јаких устаничких традиција, избио је 24. јуна општи устанак српског народа у источној Херцеговини. То је био први масовни устанаку Југославији, пре него што је КПЈ извршила припреме и упутила позив народима Југославије за оружани устанак. Устаници су порушили многе објекте на комуникацијама, очистили више села од мањих усташких посада, заузевши 9 жандармеријских станица, продрли у Невесиње 24. јуна и ослободили Автовац 28. јуна.
Са јединицама Јадранског дивизијског подручја, деловима италијанске дивизије Marche и пристиглим појачањем, усташе су из Мостара, Стоца, Билеће и Калиновика извршили напад на устанике, при чему је ангажовано укупно 10.000 војника. И поред местимично врло снажног отпора, нарочито на правцима од Мостара и Калиновика према Невесињу, недовољно организовани устаници нису издржали притисак надмоћнијих непријатељских снага, па је почело њиховo повлачење од комуникација у планине. Насупило је јењавање устанка. Усташке и домобранске јединице задржале су се на комуникацијама и у гарнизонима. Са устаницима се повукао и већи део српског становништва, тако да су на планинама Баби, Снијежници, Лебршнику, Ситници, Илији, Бијелој гори, Хргуду настали велики збегови, који су бројали и по неколико хиљада људи; образовање збегова почело је раније, са првим усташким покољима. У збеговма је народ био изложен оскудици, посебно у погледу исхране, јер је Херцеговина била сиромашно и привредно неразвијено подручје.

### КПЈ у Херцеговини
Непосредно пред рат у Херцеговини је било 140 чланова КПЈ, од којих је већина (око 100) била у Мостару, где се налазио и тајни Обласни комитет КПЈ за Херцеговину. Месни комитети КПЈ постојали су још у Требињу, Стоцу и Коњицу, а партијске ћелије у Билећи, Невесињу, Чапљини, Љубушком, Јабланици, Прозору и Гацком. Током априлског рата, Обласни комитет издао је наредбу за прикупљање оружја, што је успешно извршено у Мостару, Билећи и Требињу. У мају је при Обласном комитету формиран Војни комитет КПЈ за Херцеговину, и почело је формирање ударних група и десетина.
После осипања јунског устанка, Покрајински комитет КПЈ за БиХ је 13. јула 1941. одлучио да покрене нови устанак у Херцеговини: 16. јула формиран је Обласни војни штаб за Херцеговину-командант је био Сафет Мујић, а политички комесар Миро Попара, члан ПК и секретар Окружног комитета КПЈ за Херцеговину. Из Мостара је до половине августа у невесињски, билећки и столачки срез упућен већи број комуниста, скојеваца и симпатизера КПЈ. У периоду затишја (јул и прва половина августа) почела је војна организација устаничких јединица по збеговима и комунистичка пропаганда. Формирани су и срески штабови народне војске, преко којих су скоро све сеоске чете стављене под јединствену команду и утицај КПЈ.

### Августовски устанак
Крајем августа 1941. борбе су почеле у свим крајевима источне Херцеговине. Од 22. до 26. августа, сеоске чете народне војске нападале су непријатељеве транспорте на комуникацијама и слабија непријатељска упоришта по селима. У тим борбама постигнути у значајни успеси, нарочито око Требиња и Билеће. Устаничке снаге из граничног подручја Херцеговине и Црне Горе су 27. августа, код села Моска (10 км североисточно од Требиња) разбиле и делом уништиле бојну (батаљон) домобрана, који је био упућен из Требиња за Билећу. Четири дана касније у борби на планини Трусини заробљено је 340 домобрана, из бојне која је од Невесиња, такође, кренула према Билећи. Гарнизон у Билећи спасен је интервенцијом италијанских трупа, које су 29. августа из Црне Горе и Требиња продрле у град.
С обзиром на то да усташке и домобранске снаге нису биле у стању да спрече ширење устанка, италијанске трупе су крајем августа почеле са реокупацијом Херцеговине. Италијанска интервенција у Херцеговини била је и политички добро припремљена, пошто су италијанске команде још раније успоставиле контакте са српским националистима у редовима народне војске и преко њих настојале да разбију устанак. Да би одвратиле српски народ од борбе, италијанске окупационе власти су се представљале као његови заштитници од усташког терора, а истовремено су ступили у отворене преговоре са појединим српским официрима и политичарима и помогли им у стварању четничких јединица, до чијег је формирања дошло у септембру 1941.

### Друга италијанска окупација
После доласка италијанских трупа наступио је период појачаног рада коминиста у збеговима на припремама поновног устанка (сретењског), који је трајао све до децембра 1941. У тој ситуацији Покрајински комитет КПЈ за БиХ упутио је на слободну територију Херцеговине једног свог члана-Угљешу Даниловића (пре тога су били Авдо Хумо и Лепа Перовић који су руководили устанком из Мостара) и четворицу шпанских бораца са задатком да организују устаничке снаге, подстакну развој братства и јединства народа Херцеговине и покрену борбу против италијанских окупатора. Половином септембра формиран је, под вођством комуниста, у коњичком срезу батаљон, а од комуниста Џевара и Требиња-Џеварски муслимански партизански одред. Из Мостара, Требиња, Билеће, Стоца и Јабланице ступили су у борбу у периоду септембар-децембар бојни комунисти и симпатизери КПЈ. Само из Мостара је у том периоду, отишло у борбу 13 одреда (група) комуниста и омладинаца јачине од по 10 до 30 људи, већином у Коњички батаљон. Од септембра до децембра ојачане су партијске организације по градовима, а формирани су и градски одбори Народноослободилачког фонда, који су прерасли у НОО (у Мостару, Коњицу, Јабланици, Острожцу). У четама народне војске, преосталим из јунског устанка, издвајане су посебне групе састављене махом од комуниста и симпатизера КПЈ које су имале задатак да оживе борбу против окупатора и домаћих издајника.

### Формирање партизанских одреда
У међувремену,19. септембра 1941. формиран је у селу Фатници (доласком шпанских бораца) Штаб Херцеговачке бригаде НОП одреда (командант Угљеша Даниловић, политички комесар Петар Драпшин, партијски руководилац Миро Попара), чиме је престао да постоји Обласни штаб за Херцеговину. Бригада је у почетку имала два батаљона и обухватала је подручје источне Херцеговине. Коњички партизански батаљон ушао је у састав Босанско-херцеговачке бригаде НОП одреда, на подручју од Коњица до железничке пруге Коњиц-Сарајево-Вишеград (а касније у Калиновички НОП одред). Формирање бригада уследило је на основу искустава из Босанске крајине.
У октобру су у Херцеговину стигли закључци са Саветовања у Столицама (26. септембра 1941), па је Херцеговачка бригада преименована у Херцеговачки партизански одред (НОПО). Такође су формирани окружни комитети СКОЈ и срески комитети КПЈ и СКОЈ у скоро свим среским местима, као и већи број нових ћелија КПЈ и СКОЈ. Тада су од бораца из невесињског, билећког, столачког, требињског и љубињског среза формирана још три партизанска батаљона под командон штаба Херцеговачког НОПО. Почетком новембра 1941. формиран је и батаљон у гатачком срезу. После организационог и политичког учвршћивања јединица, појачане су оружане акције Херцеговачког НОП одреда, најпре око Билеће и Требиња, а касније и у осталим срезовима источне и северне Херцеговине, тако да су многи италијански и домобрански гарнизони били изоловани. Коњички батаљон, делујући самостално, уништавао је жандармеријске станице у мостарском и коњичком срезу и изводио диверзије на прузи Мостар-Сарајево. Нарочито успешна акција била му је одбијање напада 200 домобрана и усташа код села Бјеле 25. октобра 1941. Као последица успеха, уследио је прилив нових бораца у партизанске јединице. Крајем децембра у саставу Херцеговачког НОПО налазило се 10 партизанских батаљона.

### Партизани и четници
Почетком децембра 1941. стигла је у Херцеговину из Србије група официра ЈВуО Драже Михајловића на челу са Бошком Тодоровићем. Они су затекли четничку организацију која се стварала под окриљем и уз непосредну помоћ Италијана. Преузевши команду над тим јединицама, команда ЈВуО започела је отворену борбу против комуниста. Тодоровић је већ 7. децембра, у својству четничког команданта оперативних јединица источне Босне и херцеговине, потписао преко опуномоћеника у Дубровнику споразум са италијанским 6. корпусом о борби против НОП. У то време италијанске снаге појачале су своје гарнизоне у Херцеговини деловима дивизије Cacciatori delle Alpi и заједно са четницима предузеле веће акције за уништење партизанских јединица. Извршени су напади на партизанске снаге у гатачком и невесињском срезу, при чему су четници палили и пљачкали муслиманска села; шовинистички елементи још раније су вршили масовна убиства муслиманског становништва: у јуну у Автовцу, у августу у Берковићима, Фатници и Плани, у септембру у Јами Чавкарица на Трусини.

## НОБ у 1942.

### Сарадња са црногорским партизанима
Ради боље координације између херцеговачких и црногорских партизана образован је 4. јануара 1942. Привремени оперативни штаб за Херцеговину (заједнички за Херцеговачки и Никшићки НОПО) као и штабови сектора (за Гацко-Невесиње, Билећу и Требиње-Дубровник). Херцеговачки и црногорски партизани су 6. јануара 1942. на путу Требиње-Билећа разбили јачу италијанску колону, која је покушала да продре до Билеће. Од 23. до 25. јануара вођене су јаке борбе на комуникацији Требиње-Билећа и око села Плане, у којима су италијанске јединице претрпеле знатне губитке.

### Долазак бригада у Херцеговину
Посебан значај за развитак НОБ у Херцеговини имао је долазак пролетерских бригада и Врховног штаба НОВЈ у Фочу почетком фебруара 1942: по његовој одлуци формиран је Оперативни штаб НОП одреда за Херцеговину. Његово оперативно подручје обухватало је северну и источну Херцеговину са Дубровником, са задатком да разбије четнике у невесињском и гатачком срезу и спречи продор Италијана у Калиновик, који је у то време био опседнут од партизана.
Црногорско-херцеговачки ударни батаљон (формиран у јануару 1942. за борбу против четника, касније преименован у 1. херцеговачки ударни батаљон) разбио је у току фебруара четнике у столачком и невесињском срезу. У марту су разбијени четници у гатачком срезу и у осталим крајевима источне Херцеговине, који су се, потом, повукли у италијанска и домобранска упоришта. Такође, извршено је више напада на објекте и возове на железничкој прузи Мостар-Требиње-Дубровник.18. фебруара код Стоца разбијена је италијанска колона, 10. марта на друму Љубиње-Столац потпуно је уништена немачка колона од 30 камиона, 27. марта потучени су Италијани код села Влахиња (код Билеће). Непријатељски гарнизони у источној Херцеговини блокирани су, а италијанске јединице присиљене да их снабдевају авијацијом. У борбама између 17. и 18. априла јединице Херцеговачког НОП одреда, са јединицама Оперативног штаба за Калиновик, заузеле су јако усташко упориште Борач, чиме је слободна територија у источној Херцеговини боље повезана са слободном територијом у источној Босни и слободном територијом Коњичког батаљона (тада у саставу Севернохерцеговачког НОП одреда).

### Јачање НОП и нови органи власти
Постигнути успеси у борби са италијанским окупационим снагама и разбијање четника допринели су да партизанске снаге знатно ојачају. У марту и априлу 1942. формирао је још 7 ударних батаљона. Од партизанских снага северно од линије Гацко-Невесиње-Мостар формиран је Севернохерцеговачки, а јужно од те линије Јужнохерцеговачки НОП одред. Истовремено, Окружни комитет КПЈ за источну Херцеговину подељен је на два окружна комитета који су имали да руководе радом партијских организација, сваки у по једном одреду. У априлу су партизанске снаге у Херцеговини имале 16 батаљона од којих 8 ударних, са око 4.000 бораца. Упоредо са стварањем војске на ослобођеној територији, изграђивала се и комунистичка народна власт. Још у јесен 1941. формирани су сеоски и општински, а у периоду јануар-март 1942. и срески НОО. Половином априла на обласној скупштини у селу Берковићима изабран је НОО за Херцеговину. У зиму и пролеће 1942. градски и општински одбори Народноослободилачког фонда на неослобођеној територији прерасли су у НОО (у илегали).
Буран развитак НОП у првој половини 1942. био је праћен низом политичких грешака (тзв. лева скретања). Оперативни штаб за Херцеговину сувише се једнострано ослањао на постигнуте војне успеха. Почело је подређивање органа народне власти војним штабовима, а политички рад у војсци и народу био је сасвим уско постављен, па је агресивно ширење комунистичких идеја отуђило знатан део народа. У народу нису упоредо са борбом раскринкавани петоколонашки елементи, и потцењена је опасност од врло веште и смишљене политичке акције италијанског окупатора да преко четника разбије јединство устаничких маса, а затим ангажовањем јаких снага угуши устанак у Херцеговини. С обзиром да су услови ослободилачке борбе у Херцеговини били и иначе веома сложени и тешки (глад, заосталост народа, међусобни покољи становништва), учињене политичке грешке имале су тешке последице. ЦК КПЈ и Врховни Штаб покушали су да отклоне "лева скретања", али велика италијанско-четничка офанзива онемогућила је рад на исправљању тих грешака.

### Пад Фочанске републике
Крајем априла 1942. почела је трећа непријатељска офанзива и италијанске снаге из рејона Невесиња имале су план да са дивизијом Cacciatori delle Alpi пређу у наступање према Калиновику (циклус операција Трио) да би садејствовале немачкој борбеној групи Бадер у југоисточној Босни. Притисак јединица Севернохерцеговачког НОПО у области Гацка и Невесиња присилио је Италијане да у рејону Гацка ангажују јаке снаге, и да због тога одложе за 15 дана напредовање према Калиновику. Исто тако изненадни напад Јужнохерцеговачког НОПО, изведен почетком маја према Метковићу, присилио је италијанске јединице из рејона Невесиња да упуте део снага према Метковићу (операција Столац). Тиме је знатно олакшано дејство партизанских снага на простору Фоча-Калиновик.
Средином маја 1942. тежиште непријатељеве офанзиве пренето је на територију Херцеговине. Оперативни штаб одлучио се за круту одбрану ослобођене територије и фронталне борбе, што је водило брзом исцрпљивању јединица. Италијанска команда прегруписала је своје снаге и са дивизијом Cacciatori delle Alpi (која је враћена од Калиновика), деловима дивизија Marche и Murge и четницима Команде јужне Херцеговине (Требињски, Билећки, Љубински и Столачки одред) предузела напад на Јужнохерцеговачки НОПО, који се налазио на простору Столац-Метковић-Љубиње. Да би помогао Оперативном штабу за Херцеговину да заустави осипање јединица, ВШ је у другој половини маја 1942. упутио у источну Херцеговину главнину Прве пролетерске бригаде. Та је интервенција остала без резултата: процес осипања пренео се и на остале партизанске батаљоне. У тој ситуацији Оперативни штаб за Херцеговину изгубио је везу са јединицама: нижи штабови и команде нису имали наређења, тако да је повлачење јединица текло неорганизовано. У долину Сутјеске, сем Коњичког (мостарског) батаљона који је остао на свом терену, стигле су мање снаге, знатно мање од оних које су се стварно могле повући да је Оперативни штаб држао чврсто команду у својим рукама. Од њих је 14. јуна 1942. у селу Сухој формиран нови Херцеговачки НОП одред, који је имао укупно 370 бораца. До половине јуна непријатељ је овладао слободном територијом и у Херцеговини су престале борбе. Њена територија је напуштена.

### Превласт четника у Херцеговини
После одласка групе пролетерских и ударних бригада у Босанску крајину, Херцеговачки НОПО остао је заједно са 5. пролетерском црногорском бригадом на Зеленгори. У северном делу источне Херцеговине ојачали су четнички одреди: 1. и 2. невесињски, Гатачки и одред попа Перишића, а после делимично успелог пуча у Коњичком батаљону, формиран је и Коњички четнички одред. Због напада надмоћнијих четничких снага, 5. пролетерска бригада и Одред били су са болницом принуђени да се под врло тешким условима пробијају са Зеленгоре преко планина Трескавице, Бјелашнице, Игмана и Битовње у рејон Прозора. Од јединица Херцеговачког НОПО и Коњичког (мостарског) батаљона формирана је 10. августа 1942. 10. херцеговачка ударна бригада.
У лето 1942. четници су уз помоћ Италијана завели терор над народом у Херцеговини, настојећи да претворе Херцеговину у своје упориште. У Херцеговини су формирана два четничка корпуса: Требињски и Невесињски, а по срезовима бригаде (у Невесињу и Гацком по две). Они су тада покушали да створе и муслиманске четничке јединице, али у томе нису имали успеха. Формирана је самостална четничка Команда муслиманске војне организације и до пролећа 1943. неколико батаљона (у Невесињском пољу, Коњичкој жупи и Стоцу), али су се врло брзо распали.
Окупатор и његови сарадници побили су многе активисте НОП, међу њима и неколико чланова Обласног комитета КПЈ за Херцеговину. То је знатно отежало комунистима да се међусобно повежу и прилагоде новим условима борбе у илегали. Крајем лета 1942. обновљен је Обласни комитет КПЈ у Мостару (у илегали), који се повезао најпре са среским комитетима у јужној Херцеговини и помогао комунистима у Требињу да формирају партизански батаљон Слобода (са око 50 бораца), а затим и батаљон Искра. Формиране су и нове организације КПЈ на окупираној територији у западној Херцеговини, где су тада формирани и први сеоски и општински НОО (у 1943. формирани су и срески НОО Љубушки и Посушје). У том периоду КПЈ је настојала да се повеже са бившим борцима партизанских јединица (који су приступили четницима), демаскира четничку колаборацију и створи услове за поновно покретање оружане борбе против окупатора. Почетком јануара 1943. батаљон Искра је, преко Далмације, упућен из Херцеговине у Босанску крајину, ради попуне 10. херцеговачке бригаде. Утицај КПЈ посебно је порастао у градовима, одакле је све већи број грађана прилазио на страну НОП.

## НОБ у 1943.

### Повратак бригада у Херцеговину
Борбе у Херцеговини поново су се распламсале у марту и априлу 1943. за време четврте непријатељске офанзиве. У бици на Неретви разбијене су окупаторове снаге и јака групација четника из Херцеговине и Црне Горе. Тада су јединице Главне оперативне групе НОВЈ (у чијем се саставу налазила и 10. херцеговачка бригада) заузеле Јабланицу, Острожац, Главатичево, Улог, Невесиње, Гацко, Автовац и ослободиле северну Херцеговину.
На слободној територији обновљени су органи народне (комунистичке) власти (сеоски, општински и срески НОО) и образоване три команде војних подручја: Коњичко (са командама места Бјелимићи, Главатичево, Борци и Умољани), Невесињско (команде места Невесиње, Кифино Село и Улог) и Гатачко (команде Гацко, Автовац, Фазлагића Кула и Фојница). Од батаљона Слобода и нових бораца, формиран је нови Јужнохерцеговачки НОП одред. Одред је почетком априла 1943. са два батаљона 10. херцеговачке бригаде заузео Љубиње и продро у Столац. Да би консолидовале ситуацију у Херцеговини, италијанске јединице су у другој половини априла предузеле неколико снажнијих напада против 3. дивизије НОВЈ у рејону Невесиња и Гацка. 10. херцеговачка бригада повукла се после оштрих борби делом снага ка Улогу, а делом ка Чемерну. Убрзо после тога уследила је пета непријатељска офанзива, која је привремено прекинула оживљавање НОР у Херцеговини.

### Превласт партизана у Херцеговини
После битке на Сутјесци наступа нови период у развоју НОР у Херцеговини, који се карактерише интензивним борбама против окупатора и домаћих издајника, као и упорним политичким радом комуниста за придобијање маса и отклањање последица "левих грешака" почињених у првој половини 1942. Он почиње доласком 10. херцеговачке бригаде јуна 1943, која је после пробоја на Зеленгори и код Калиновика издвојена из састава Главне оперативне групе НОВЈ и упућена у Херцеговину. Са Бригадом је упућен у Херцеговину и Обласни комитет КПЈ са делом бораца ранијег Прозорског батаљона (у саставу 10. бригаде), ради обнове Рамског НОПО (формиран у јесен 1942. а расформиран марта 1943. за време четврте непријатељске офанзиве, ради попуне Главне оперативне групе НОВЈ). У то време ситуација у Херцеговини била је нарочито тешка, јер су се тамо налазиле бројне окупационе и квислиншке снаге (четници, усташе, муслиманска милиција).
Примењујући често покрете и маневре, и водећи скоро свакодневне борбе, 10. херцеговачка бригада, Омладински и Мостарски батаљон успели су да се одрже у Херцеговини и створе услове за ширу мобилизацију народа. После пете офанзиве, јединице немачке 7. СС Принц Еуген дивизије починиле су бројне масовне злочине. Спалиле су, између осталог, више српских и муслиманских села код Невесиња, Стоца, Коњица и Прозора, побиле њихово становништво, а у Дубравама уништиле Мостарски омладински батаљон, који је у јуну 1943. био упућен из Мостара за попуну 10. херцеговачке бригаде. Бригада је у јулу и августу разбила и уништила више четничких група и 10. септембра ослободила Гацко и Автовац.

### Капитулација Италије
За време капитулације Италије (после 8. септембра 1943), немачка 7. СС дивизија предузела је разоружавање италијанских дивизија Marche и Messina, чије су се снаге налазиле у Херцеговини, док су се локални четници повезали са Немцима ради заједничке борбе против НОП. У септембру и октобру 1943, 10. херцеговачка бригада водила је низ успешних борби са Немцима, херцеговачким, босанским и црногорским четницима, од којих се истичу оне око Билеће и Требиња и на планини Ситници. У октобру Бригада је имала 11 батаљона који су, ради лакшег командовања, подељени у 3 ударне групе. До почетка новембра 1943. нанети су посебно тешки ударци херцеговачким четницима, ослобођени (поново) Гацко и Автовац и створени повољни услови за даљи развој НОП. Поред јачања Бригаде и Мостарског батаљона (деловао самостално на територији коњичког среза) на подручју Херцеговине формирано је више мањих партизанских одреда (Влаховићки, Дулићки, Билећки, Дабарски, Бјелимићки, Планински, Столачки, Поповопољски, Шумски, Невесињска пушка, Бишина, Миро Попара, Површки) у којима је било око 400 бораца, а обновљен је и Рамски одред.
Локални одреди у источној Херцеговини су 22. новембра 1943. обједињени у Јужнохерцеговачки и Севернохерцеговачки одред. У Давидовићима је 1. новембра 1943. одржано обласно партијско саветовање на коме је одлучено да се оснују нове бригаде: већ 21. новембра постојеће бригадне групе преименоване су у бригаде и формирана је 29. херцеговачка дивизија (од 10, 11. и 13. херцеговачке бригаде), која је ушла у састав 2. ударног корпуса НОВЈ. У селу Драмешини је 20. децембра 1943, на састабку већника АВНОЈ и ЗАВНО БиХ формиран Привремени обласни НОО за Херцеговину и његов Извршни одбор. У Црквицама је 25. децембра одржано саветовање КПЈ за Херцеговину, и образован Обласни одбор АФЖ и низ других масовних организација.

## НОБ у 1944.

### Немачка офанзива
Пошто су крајем 1943. након капитулације Италије, разоружале већи део италијанске војске и организовале одбрану јадранске обале (Операција Ахзе), немачке снаге су у зиму 1943/44. предузеле више операција ради разбијања снага НОВЈ на централном делу југословенског ратишта. У почетку тих операција територија Херцеговине била је поприште врло жестоких борби, јер су немачке снаге, у сарадњи са усташким, домобранским и четничким јединицама, настојале да под својом контролом одрже комуникације које преко Херцеговине воде на јадранску обалу. Крајем новембра 1943. немачка дивизија Принц Еуген, са јединицама 6. домобранског здруга и деловима Требињског и Невесињског четничког корпуса, ојачана борбеном групом из немачке 181. пешадијске дивизије, предузела је напад из Невесиња, Стоца и Билеће ради разбијања 29. херцеговачке дивизије НОВЈ, како би избила у рејон Калиновика и Фоче и напала јединице 3. корпуса НОВЈ. Непријатељ није успео да уништи 29. дивизију: неколико дана Дивизија је пружала отпор његовим колонама, а затим се извукла испод удара надмоћнијих снага и преузела иницијативу нападајући непријатељева упоришта и комуникације у граничном делу Херцеговине и Црне Горе.
У првој половини 1944. 29. дивизија водила је тешке борбе са надмоћнијим непријатељским снагама, посебно око Билеће крајем фебруара, око Љубиња које је заузела 16. марта, Требиња, Стоца, Гацка и Невесиња. 20. маја 1944. од Мостарског НОП одреда (16. марта 1944. формиран од Мостарског батаљона) и 4. батаљона 11. херцеговачке бригаде формирана је 13. херцеговачка бригада; 13. јуна у њен састав ушао је и батаљон Саво Беловић, а у августу и новоформирани Дубравски батаљон. Нешто пре, 15. јуна 1944. Рамски НОП одред прерастао је у 17. рамску бригаду 10. дивизије НОВЈ. Љубушка партизанска чета (формирана почетком 1944) прерасла је у јулу у Љубушки партизански батаљон, а у септембру у Западнохерцеговачки НОП одред.
До сабирања летине, нарочито тежак проблем представљало је питање исхране већих партизанских јединица. Она је у знатној мери отежавала дејства и изазивала велике тешкоће у позадини, јер је народ готово свуда гладовао.

### Напредовање НОП
У јулу су 10. и 13. херцеговачка бригада продрле у жупу Дубраве до Неретве, а затим је 29 дивизија у снијежничко-трусинској операцији (немачка операција Sonnenstich) 13-31. јула 1944, водећи борбе у полуокружењу, маневром дела снага у позадину, разбила главну нападну колону немачке 369. легионарске дивизије. У августу је дошло до поновних жестоких борби у оквиру дурмиторске операције јула 1944; 29. дивизија НОВЈ успела је да спречи продор немачке 369. дивизије из Херцеговине у Црну Гору и нанела јој је тежак пораз, а у септембру ослободила је (по трећи пут) Автовац и Гацко. 14. омладинска бригада формирана је 4. септембра 1944. од бораца Јужнохерцеговачког НОП одреда и самосталног Омладинског батаљона. Тада су 13. и 14. херцеговачка бригада обједињене у Јужнохерцеговачку оперативну групу (29. дивизија имала је тада 5 бригада).
Ради осигурања комуникација и везе немачког 5. СС корпуса у Далмацији са 21. брдским корпусом у Албанији, Немци су у Херцеговини задржали јаке снаге 118. ловачке дивизије и 369. легионарску дивизију, 2. домобрански и 1. усташки здруг (корпус) и четнички Требињски и Невесињски корпус.
Пошто је ослободила Калиновик 16. септембра, 29. дивизија је поново формирала Калиновички НОПО, а од Коњичког батаљона- Коњички НОП одред. У Гацку је 17. новембра 1944. одржана прва скупштина представника НОО из целе Херцеговине (око 200 делегата) на којој је, уместо дотадашњег Привременог, изабран Обласни НОО као стални орган власти.
У 1944. формирана је дивизијска војна област најпре са два, а затим са 3 војна подручја (за северну и јужну Херцеговину и Мостар) са командама места по срезовима (и мале подручне јединице).
У другој половини 1944, на подстрек из иностранства, четници су прикупили јаче снаге у Црној Гори и Херцеговини, очекујући да ће се западни савезници искрцати у јужном приморју, и омогућити им преузимање власти од АВНОЈ-а. Због такве ситуације, према директиви ВШ НОВЈ упућена је у јужну Херцеговину главнина 29. херцеговачке дивизије која је у септембру 1944. водила оштре борбе против 1. групе четничких јуришних корпуса, која је успела да се пробије у јужну Херцеговину. 29. дивизија је 2. октобра, после седмодневних борби, ослободила Билећу, а одмах затим, појачана 2. далматинском бригадом, ослободила 6. октобра Требиње. Заједно са јединицама Приморске оперативне групе НОВЈ учествовала је у ослобођењу јужне Далмације и Боке Которске. После тога 29. дивизија упућена је према Мостару: до краја октобра ослободила је Столац, Метковић, Чапљину, Западнохерцеговачки одред-Љубушки, а 2. далматинска бригада Посушје.
Пошто је успео да стабилизује фронт на линији Невесиње-Мостар-Широки Бријег (који ће се одржати до краја године, без већих промена), непријатељ је са снагама 369. легионарске дивизије покушао да изврши продор из Невесиња према Гацку ради прихватања 21. брдског корпуса који је настојао да се пробије из Црне Горе у Херцеговину. Али и ти напори немачке 369. дивизије (као и 21. корпуса) сломљени су. За то време је 29. дивизија, по наређењу Врховног штаба, пренела дејства у источну Босну према планини Јахорини и горњем току Дрине, где су се прикупили четници из Србије.

## НОБ у 1945.

### Последњи отпор окупатора
У јануару 1945. почеле су припреме за ослобођење преосталог дела Херцеговине, па су 29. херцеговачка и 9. далматинска дивизија прегруписале своје снаге више према Мостару. Међутим, непријатељ је запазио припреме и, да би олакшао своју одбрану, предузео је 27. јануара јаким снагама напад и заузео Љубушки, Чапљину и Метковић, али је последња два места морао напустити до почетка фебруара. У тој ситуацији Врховни штаб НОВЈ је за ослобођење Мостара ангажовао главнину 8. корпуса НОВЈ, под чију је команду привремено стављена и 29. дивизија. У мостарској операцији фебруара 1945, снаге НОВЈ успеле су да до половине фебруара ослободе Љубушки, Широки Бријег, Невесиње, Мостар, Острожац и Коњиц. Тиме је ослобођена цела Херцеговина.

## Последице
У НОР је народ Херцеговине поднео велике људске и материјалне жртве, јер је терор окупатора, усташа и четника имао веома широке размере. Усташе су, на пример, само у невесињском срезу побиле преко 4.000 људи и спалиле низ села. Италијани су у дабарском крају спалили 2.560 кућа, у гатачком 1.776, побивши том приликом много народа. Немци су у 1944. само у околини Невесиња спалили 10 села. Четници су, такође, извршили бројне злочине, нарочито над муслиманским и хрватским живљем.
Херцеговина је у НОР дала 53 народна хероја Југославије.

## У југословенској кинематографији
Период Фочанске републике приказан је у ТВ серији "Мисија мајора Атертона" из 1986, у режији Саве Мрмака, са Марком Тодоровићем у улози Тита, Душаном Војновићем у улози Владе Зечевића и Мирком Буловићем у улози Баја Станишића.